# Cirey-sur-Blaise
Cirey-sur-Blaise ist eine französische Gemeinde im Département Haute-Marne in der Region Grand Est. Sie gehört zum Kanton Joinville im Arrondissement Saint-Dizier.

## Geografie
Das Dorf mit 109 Einwohnern (Stand 1. Januar 2022) liegt rund 30 Kilometer nordöstlich von Chaumont in der Talsohle der Blaise und wird von den Départementstraßen D2 und D127 durchquert.

## Geschichte

### Mittelalter
Cirey besaß im Mittelalter seit dem 11. Jahrhundert eine befestigte Burg, wahrscheinlich sogar deren zwei, wovon eine Château Gaillard (sie stand an der Stelle des heutigen Schlosses) und die andere Château des Sârrazins hieß. Der Lehnsverband ging über die heutige Gemeindegrenze hinaus; er reichte im Westen bis zu den Hügeln. Im nahen Wald fand man die Ruinen einer Templergemeinschaft. Der erste Landvogt, der schriftlich verbürgt ist, hieß  Arnoul und lebte Ende des 12. Jahrhunderts. Man weiß dies dank einer überlieferten Urkunde, in der er 1191 dem Kloster Clairvaux das Weiderecht überließ. Nach der gewaltsamen Auflösung des Templerordens durch den französischen König ging das Lehen 1312 an Geoffroi de Cirey und seine Frau Alix. Für die Folgezeit – es ist die Epoche des Hundertjährigen Krieges – sind die Besitzverhältnisse nicht überliefert. Sicher ist, dass der Ort 1437 in der letzten Phase dieser fast endlosen gewaltsamen Auseinandersetzung geplündert wurde. Ende des 14. Jahrhunderts übernahm die Familie Saint-Eulien das Lehen und in den ersten Jahren des 15. Jahrhunderts gelangte es durch Heirat von Erard II. du Châtelet mit Alix de Saint-Eilien als Mitgift an das Haus Le Châtelet. Diese Nebenlinie der Herzöge von Lothringen hielt das Gut und das später gebaute Schloss fast vierhundert Jahre bis zur Französischen Revolution.

### Reformationswirren
Am Ende des 16. Jahrhunderts stand Frankreich mitten in den Religionswirren. Die Heilige Liga wollte verhindern, dass ein Protestant den französischen Thron erbt, deshalb bekämpfte sie den Thronanwärter Heinrich von Navarra, der Hugenotte war. Während der Bürgerkrieg immer noch tobte, wurde Heinrich 1589 aber unter dem Namen Henri IV. trotzdem König, nachdem er – taktisch geschickt – zum Katholizismus konvertiert war. Nun hätte die Liga ihr Ziel eigentlich erreicht, aber der blutige Bürgerkrieg hatte viele Ressentiments zurückgelassen. Die Liga, welche kaum mehr als ein Zweckverband war, war im Dilemma und nun in sich gespalten. Teile der Liga gaben Ruhe, die anderen kämpften aber unerbittlich weiter.
Antoine du Châtelet war zuerst ein Anhänger der Guises. Diese Dynastie, welche viele Führer der Ligisten stellte, war wie das Haus Le Châtelet aus einer Nebenlinie der Herzöge von Lothringen hervorgegangen. Antoine bekundete später mehr und mehr Unzufriedenheit mit dem radikalen und unversöhnlichen Vorgehen der Liga. Das Schloss Cirey war zu einem Treffpunkt von Leuten in der Vogtei geworden, die ihm gleichgesinnt waren. Dies missfiel dem Vogt Guyonvelle, der in der nahen Stadt Chaumont residierte. Verstärkt mit lothringischen Söldnern belagerte er darum das Schloss Cirey und nahm es am 8. März 1592 nach vier Tagen Belagerung ein. Ein Teil der unterlegenen Garnison wurde hingerichtet und das Dorf zu drei Vierteln abgebrannt. Das darob aufgebrachte Volk verlangte nun nach Frieden und forderte das Niederreißen der umkämpften Burg, doch opponierte der Adel gegen dieses Unterfangen erfolgreich und als befestigtes Schloss wurde die Burg neu aufgebaut; dies auch zum Ärger der Ligisten.
1630 zog König Ludwig XIII. das Lehen von Cirey ein, weil der damalige Besitzer Louis-Jules du Châtelet, Neffe und Nachfolger von Antoine, es gewagt hatte, den usurpierenden jüngeren Bruder des Königs, Jean-Baptiste Gaston, zu unterstützen. Nach der Entmantelung des Schlosses drei Jahre später erhielt Erard, Neffe des rebellischen Barons, das Lehen vom König zurück. 1643 ließ Louis Jules du Châtelet auf den Fundamenten der Festung ein neues Schloss im Barockstil errichten, das heute noch steht. 1663 musste die äußere Stadtmauer von Cirey auf Geheiß des Parlements niedergerissen werden.

### Neuere Geschichte

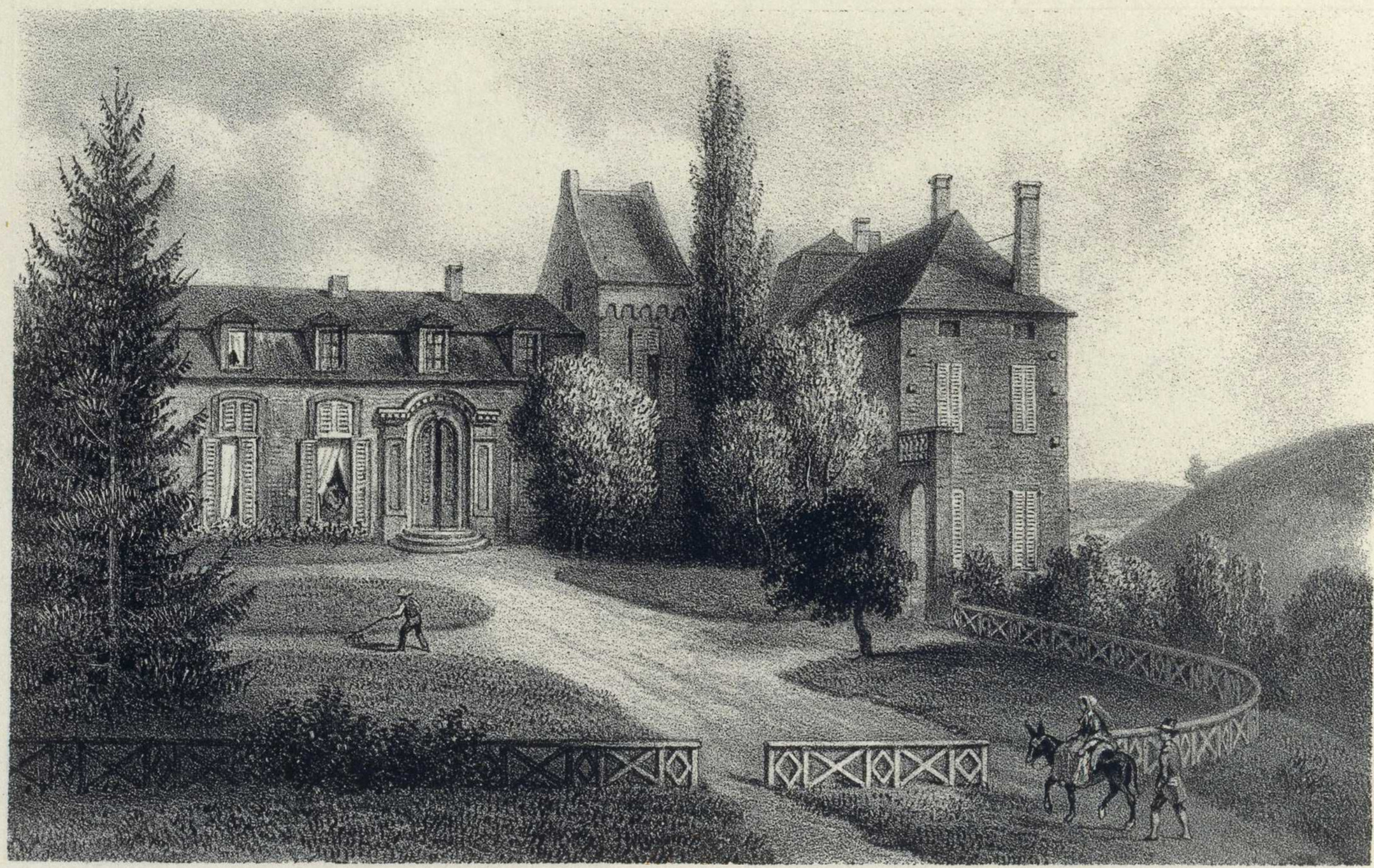
Schloss Cirey (alte Lithografie)

Am Ende der Herrschaft von Florent-Claude du Châtelet, der Émilie de Breteuil (Breteuil-sur-Noye) geheiratet hatte, wurde das Lehen, das bis dahin als Baronie galt, 1770 vom König zum nichterblichen Herzogtum erhoben. Émilie, die unter dem Namen Marquise du Châtelet bekannt wurde, war mit ihrem Ehemann eine der letzten Besitzerinnen des Gutes. Es ist bekannt, dass sie sehr eng mit Voltaire liiert war. Selbst eine angesehene Naturwissenschaftlerin und Philosophin, war sie Gastgeberin vieler bekannter Denker und Schriftsteller jener Zeit, die vor dem Pariser „Stadtlärm“ flüchten wollten oder dort gar verfolgt wurden. Ihr  Sohn, Louis Marie Florent du Châtelet, hielt  das Gut als Nachfolger noch bis zur Verstaatlichung im Zuge der Französischen Revolution, als er und seine Gattin Diane Adelaïde de Rochechouart 1793 unter der Guillotine starben.
Im 19. Jahrhundert gab es in Cirey einen Hochofen, eine Schmiede, eine Ziegelei und einen Mühlenteich. Die Eisenhütte beschäftigte in guten Zeiten dreißig Mitarbeiter. Die Schmiede hatte zu der Zeit bereits eine hundertjährige Tradition.

### Toponyme

Frühes Wappen der Herzöge von Lothringen
Wappen der Le Châtelets und der Gemeinde Cirey-sur-Blaise

Cinœ, Cireys, Cires, Cirey-le-Chastel, im 17. und 18. Jahrhundert fast ausschließlich Cirey-le-Château.

### Wappen
Das Wappen der Gemeinde entspricht jenem des Hauses Le Châtelet. Dass dieses Geschlecht ursprünglich von den Herzögen von Lothringen abstammt, ist beim Vergleich der beiden Schilde klar erkennbar. Allerdings wurden die drei Reichsadler gegen drei Fleurs-de-Lis, das Symbol der französischen Könige, ausgetauscht.
Blasonierung: In Gold ein roter Schrägrechtsbalken beladen mit drei silbernen Fleurs de lys.

### Bevölkerungsentwicklung
| Jahr      | 1962 | 1968 | 1975 | 1982 | 1990 | 1999 | 2009 | 2019 |
| --------- | ---- | ---- | ---- | ---- | ---- | ---- | ---- | ---- |
| Einwohner | 135  | 171  | 155  | 126  | 100  | 108  | 114  | 121  |

## Sehenswürdigkeiten

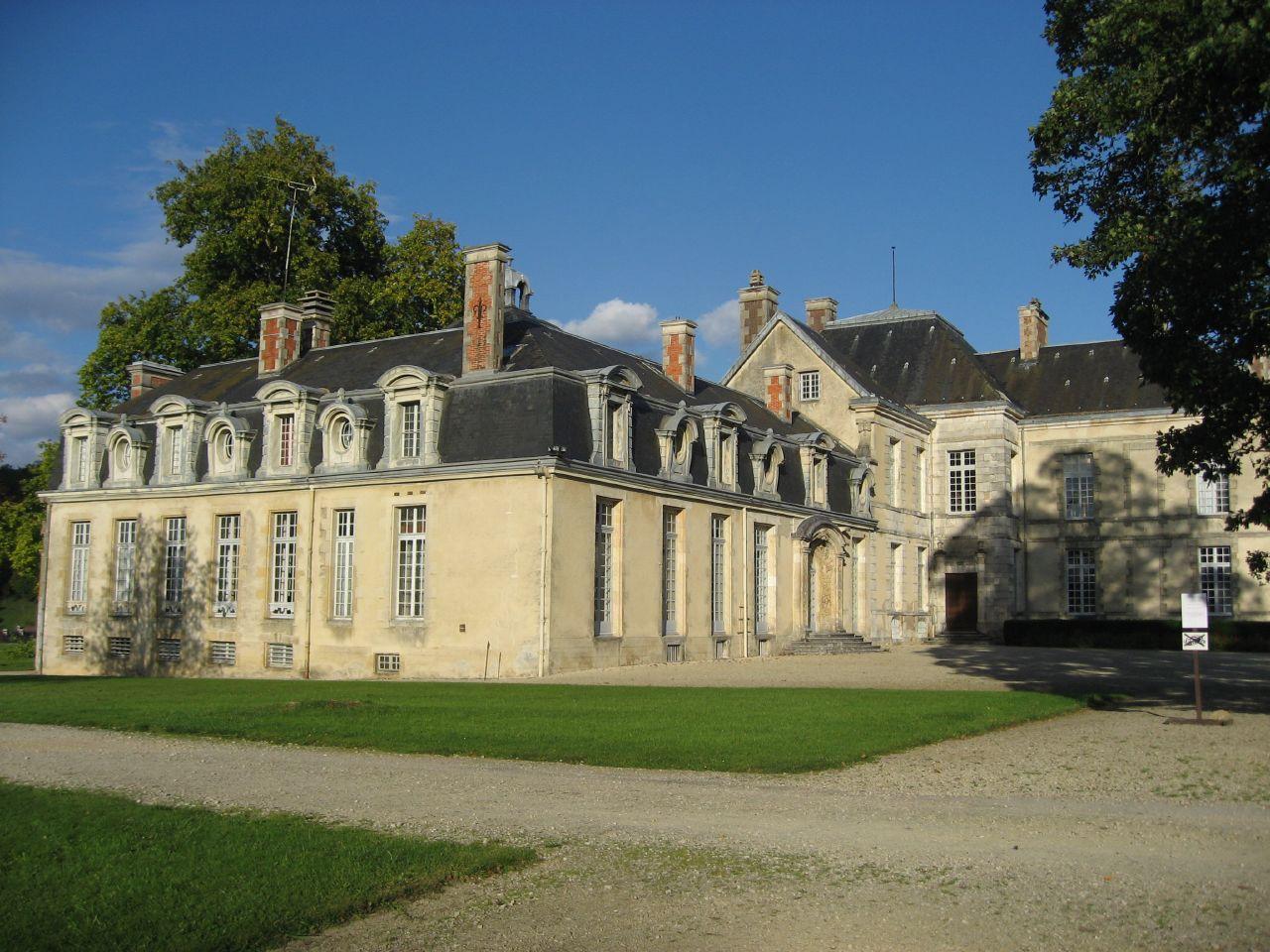
Schloss Cirey

- Das Schloss Cirey-sur-Blaise liegt wie schon die ehemalige Burg Château Gaillard an der malerischsten Stelle des Tals der Blaise. Es ist seit 1981 ein französisches Kulturdenkmal.[4]
- Die dreibogige steinerne Brücke über die Blaise aus dem 19. Jahrhundert ist seit 1993 ein französisches Kulturdenkmal.[5]

## Persönlichkeiten
- Émilie du Châtelet (* 1706; † 1749) war auf Schloss Châtelet Gastgeberin vieler bekannter Aufklärer, Philosophen und Schriftsteller. Gemeinsam mit Voltaire verfasste sie die Elemente der Philosophie Newtons. Außerdem übersetzte sie Newtons Philosophiae Naturalis Principia Mathematica und verband Newtons mit Leibniz’ Denken. Überdies forderte sie die Teilhabe von Frauen an allen Menschenrechten.[6]
- Voltaire (* 1694; † 1778) verbrachte in den Jahren 1734 bis 1749 die meiste Zeit auf Schloss Châtelet und verfasste dort einige seiner Schriften. Er war der Liebhaber von Émilie du Châtelet.